# Národní muzeum Ghany
Národní muzeum Ghany (anglicky National Museum of Ghana) je muzeum nacházející se v hlavním městě Ghany, v Akkře. Je nejstarším a největším muzeum ze šesti muzeí spravovaných Ghanskou radou pro muzea a památky. Muzeum má archeologickou, etnografickou a uměleckou sbírku.

## Historie
Budova muzea byla otevřena 5. března 1957 v rámci oslav částečné nezávislosti, kdy se Ghana stala dominiem v rámci Commonwealthu. Muzeum slavnostně otevřela vévodkyně z Kentu Marina. Prvním ředitelem muzea byl klasický archeolog Arnold Walter Lawrence.

## Sbírky
Artefakty v archeologické a historické sbírce pokrývají období od doby kamenné po současnost. Mezi stálé expozice v etnografické galerii patří náčelnické regálie, domorodé ghanské hudební nástroje, zlatá závaží, korálky, tradiční textilie a keramiku. Muzeum má ve sbírkách i předměty z jiných afrických zemí, které získalo výměnou. Příkladem jsou masky Senfu z Pobřeží slonoviny, dřevěné figurky Zuluů a korálkové zboží z jižních částí Afriky. Také se zde nachází starověké bronzové hlavy z Ife z Nigérie a řezby Bushongo z Konga.
Umělecká sbírka je malá a sestává především z moderních ghanských olejových, pastelových, akrylových a akvarelových maleb a koláží. Nachází se zde i sochy vyrobené z různých materiálů.

## Fotogalerie

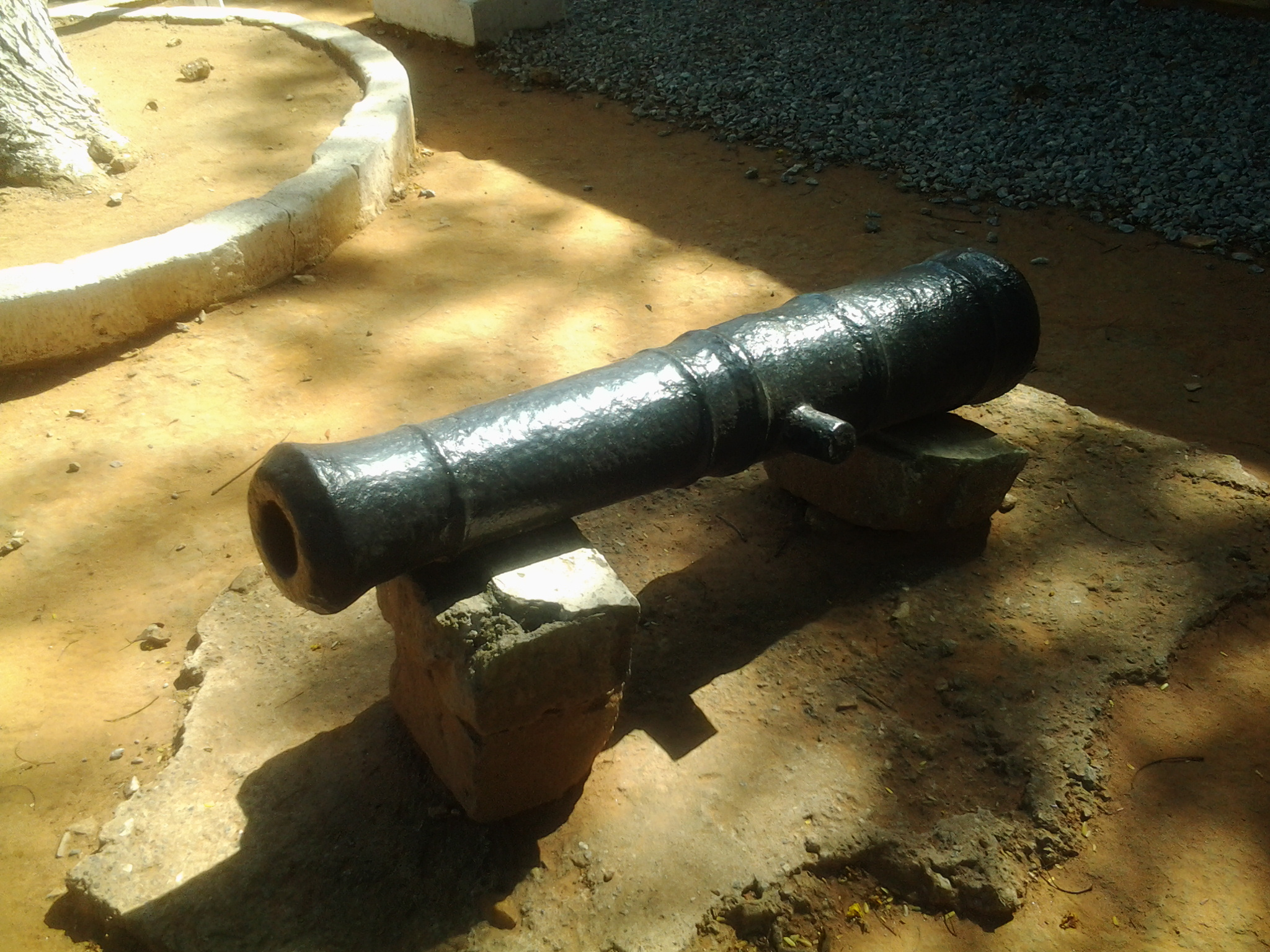
Dělo z koloniální éry, jež je v muzeu umístěné od jeho otevření v roce 1957
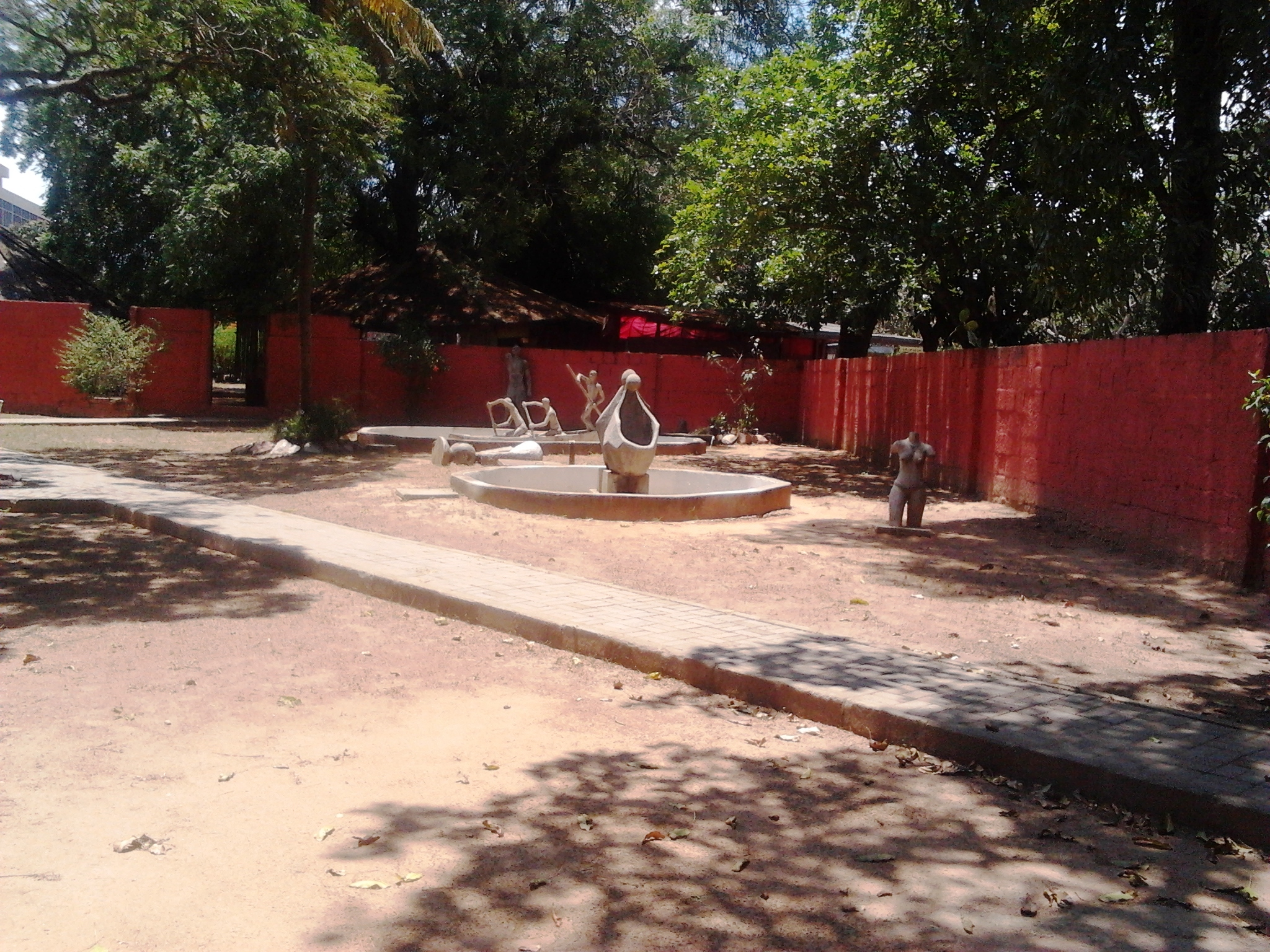
Zahrada soch
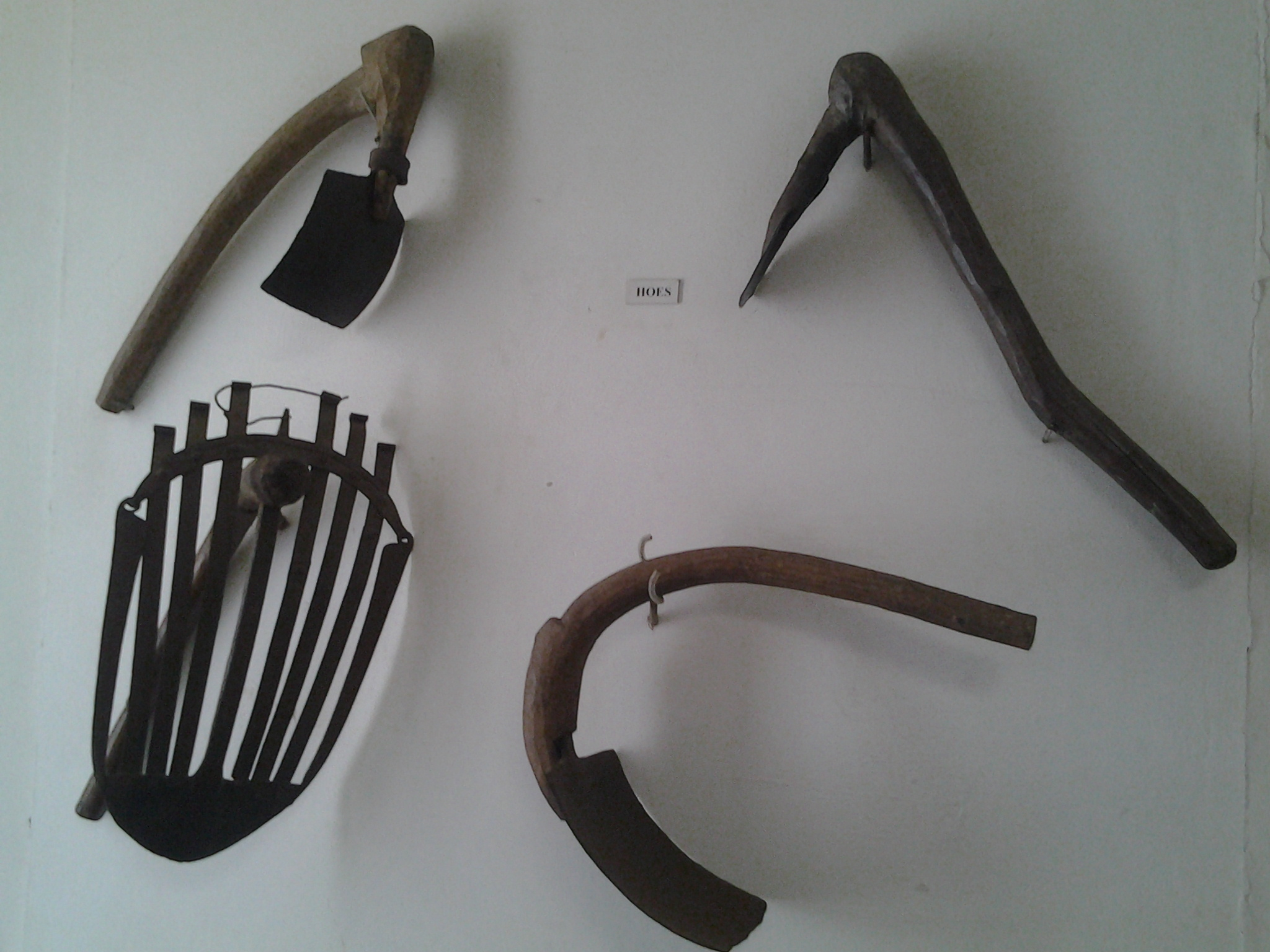
Ukázka zemědělských nástrojů z předkoloniálního období